# Raúl de Anda
Raúl de Anda Gutiérrez (* 1. Juli 1908 in Mexiko-Stadt; † 2. Februar 1997 ebenda) war ein mexikanischer Filmregisseur, Schauspieler, Drehbuchautor und Filmproduzent. Bekannt war er vor allem für seine Charro Negro-Filmreihe.

## Leben
Raúl de Anda Gutiérrez wurde am 1. Juli 1908 in Mexiko-Stadt geboren. Er stammte aus einer Familie, die als Reiterdynastie galt. Im Alter von 17 Jahren verfolgte de Anda die Familientradition, indem er als Reiter in den Ringling Bros. and Barnum & Bailey Circus eintrat. Mit dem Zirkus tourte er durch Mexiko, Zentralamerika, die Vereinigten Staaten und Spanien.
Seinen ersten Kontakt mit der Filmbranche hatte de Anda 1930 in Los Angeles. Er wirkte dort als Statist an verschiedenen Filmen mit. Nach seiner Rückkehr nach Mexiko war er als Schauspieler in einigen der ersten Tonfilme in dem Land beteiligt. So hatte er 1931 eine kleine Rolle in Santa, dem ersten mexikanischen Tonfilm überhaupt. Des Weiteren hatte er kleinere Auftritte in den erfolgreichen Filmen El prisionero trece und Vámonos con Pancho Villa von Fernando de Fuentes. 
1937 gründete de Anda seine Produktionsfirma Producciones Raúl de Anda. Der erste von dieser produzierte Film war Almas rebeldes, der Debütfilm des Regisseurs Alejandro Galindo und des Schauspielers Víctor Manuel Mendoza. Im Folgejahr gab de Anda sein Debüt als Regisseur mit der Ranchera La tierra del mariachi. 1940 drehte er El Charro Negro, mit dessen Protagonisten er seine erfolgreichste Rolle spielte. Mit La vuelta del Charro Negro und La venganza del Charro Negro im Jahr 1941 und El Charro Negro en el norte 1949 drehte de Anda drei Fortsetzungen. Er arbeitete mit vielen bedeutenden Schauspielern des mexikanischen Films zusammen. Er selbst betätigte sich ab den 1950er-Jahren nicht mehr als Schauspieler, blieb jedoch als Regisseur und Produzent bis zum Ende der 1980er-Jahre aktiv. 1991 wurde de Anda der mexikanische Ehrenfilmpreis Ariel de Oro für seine Lebensleistung verliehen.  Am 2. Februar 1997 verstarb er in Mexiko-Stadt.
Raúl de Anda hatte fünf Söhne, die ebenfalls in der Filmbranche aktiv waren: Agustín de Anda, Raúl de Anda jr., Rodolfo de Anda, Antonio de Anda und Gilberto de Anda.

## Filmografie (Auswahl)
als Regisseur:
- 1938: La tierra del mariachi
- 1939: Con los Dorados de Villa
- 1940: El Charro Negro
- 1942: La vuelta del Charro Negro
- 1942: Del rancho a la capital
- 1942: La venganza del Charro Negro
- 1942: Amanecer ranchero
- 1944: Toros, amor y gloria
- 1946: La reina del trópico
- 1947: Los cristeros
- 1948: El último chinaco
- 1949: Comisario en turno
- 1949: El Charro Negro en el norte
- 1950: Dos gallos de pelea
- 1950: Una mujer decente
- 1952: Sígueme corazón
- 1952: Cuatro noches contingo
- 1954: Con el diablo en el cuerpo
- 1955: La gaviota
- 1956: Enemigos
- 1956: Bataclán mexicanos
- 1957: Las manzanas de Dorotea
- 1958: La máscara de carne
- 1959: La estampida
- 1965: El pozo
- 1967: Si quiero
- 1967: La layenda del bandido
- 1969: El hombre de negro
- 1969: La marcha de Zacatecas
- 1971: Juegos de alcoba
- 1971: Siete Evas para un Adan
- 1972: Sucedió en Jalisco
- 1974: Cabalgando a la luna
- 1978: Guerra de sexos

als Schauspieler:
- 1932: Santa
- 1932: Águilas frente al sol
- 1932: Mano a mano (Statist)
- 1933: El prisionero trece
- 1935: El tresoro de Pancho Villa
- 1935: La isla maldita
- 1935: El rayo de Sinaloa
- 1935: Vámonos con Pancho Villa
- 1936: Juan Pistolas
- 1937: El impostor
- 1937: Almas rebeldes
- 1938: La tierra del mariachi
- 1938: La Valentina
- 1938: A lo macho
- 1940: Los de abajo
- 1940: El Charro Negro
- 1941: Rancho Alegre
- 1942: La vuelta del Charro Negro
- 1942: Allá en el bajio
- 1942: La venganza del Charro Negro
- 1944: La leyenda del bandido
- 1946: Aquí está Juan Colorado
- 1948: Bajo el cielo de Sonora
- 1949: Tres hombres malos
- 1949: El Charro Negro en el norte

als Produzent:
- 1931: Así es México
- 1935: El rayo de Sinaloa
- 1937: Almas rebeldes
- 1938: La tierra del mariachi
- 1939: Con los Dorados de Villa
- 1940: El Charro Negro
- 1941: La vuelte del Charro Negro
- 1941: La venganza del Charro Negro
- 1942: Amanecer ranchero
- 1942: Soy puro mexicano
- 1943: Espionaje en el golfo
- 1944: Toros, amor y gloria
- 1944: La leyenda del bandido
- 1945: La sombra de Chucho el Roto
- 1946: La reina del trópico
- 1947: Yo maté a Rosita Alvírez
- 1948: Bajo el cielo de Sonora
- 1948: Una aventura en la noche
- 1949: El Charro Negro en el norte
- 1949: Una canción a la vírgen
- 1950: Dos gallos de pelea
- 1950: Yo también soy de Jalisco
- 1951: Los apuros de mi ahijada
- 1952: Sangre en el barrio
- 1952: Cuatro noches contingo
- 1953: El lunar de la familia
- 1954: Nuevo amanecer
- 1955: La gaviota
- 1956: Enemigos
- 1957: Las manzanas de Dorotea
- 1958: La máscara de carne
- 1959: La estampida
- 1960: La cárcel de Cananea
- 1961: El hijo del Charro Negro
- 1962: Muerte en la feria
- 1963: Secuestro en Acapulco
- 1963: Así es mi México
- 1964: El Espadachín
- 1965: El pozo
- 1966: Tierra de violencia
- 1967: La muerte en bikini
- 1968: Vagabundo en la lluvia
- 1969: Veinticuatro horas de vida
- 1969: La marcha de Zacatecas
- 1970: Prohibido
- 1971: Vuelo 701
- 1972: Hay ángelas sin alas
- 1973: Fuga en la noche
- 1974: El primer amor
- 1974: Las hijas de don Laureano
- 1976: El hombre
- 1978: Guerra de sexos
- 1979: Amor a la mexicana
- 1980: Tres de presidio
- 1983: Fieras en brama
- 1984: Toy Soldiers
- 1985: Abriendo fuego
- 1991: Pecado original